# Top Gear (Estados Unidos)
Top Gear foi uma série televisiva americana sobre automóveis, baseada na série britânica de mesmo nome. O programa é apresentado pelo piloto profissional Tanner Foust, pelo comediante e ator Adam Ferrara, e pelo analista de automóveis e corridas Rutledge Wood. Assim como acontece em sua versão original britânica, o programa tem sua própria versão do The Stig, um piloto de corrida anônimo, e uma celebridade convidada é destaque a cada semana. O programa estreou em 21 de novembro de 2010, no History Channel. Em 11 de maio de 2012, o History renovou Top Gear para terceira temporada com 16 episódios, que estreou em 14 de agosto de 2012. A segunda metade da temporada estreou em 29 de janeiro de 2013. A série foi renovada para quarta temporada que começou a ser filmada em 30 de abril de 2013. A quarta temporada estreou em 3 de setembro de 2013.
Em junho de 2016 os apresentadores anunciaram o fim do programa, mas alegaram que poderá ter uma nova temporada futuramente.